# Heinrich Clauren

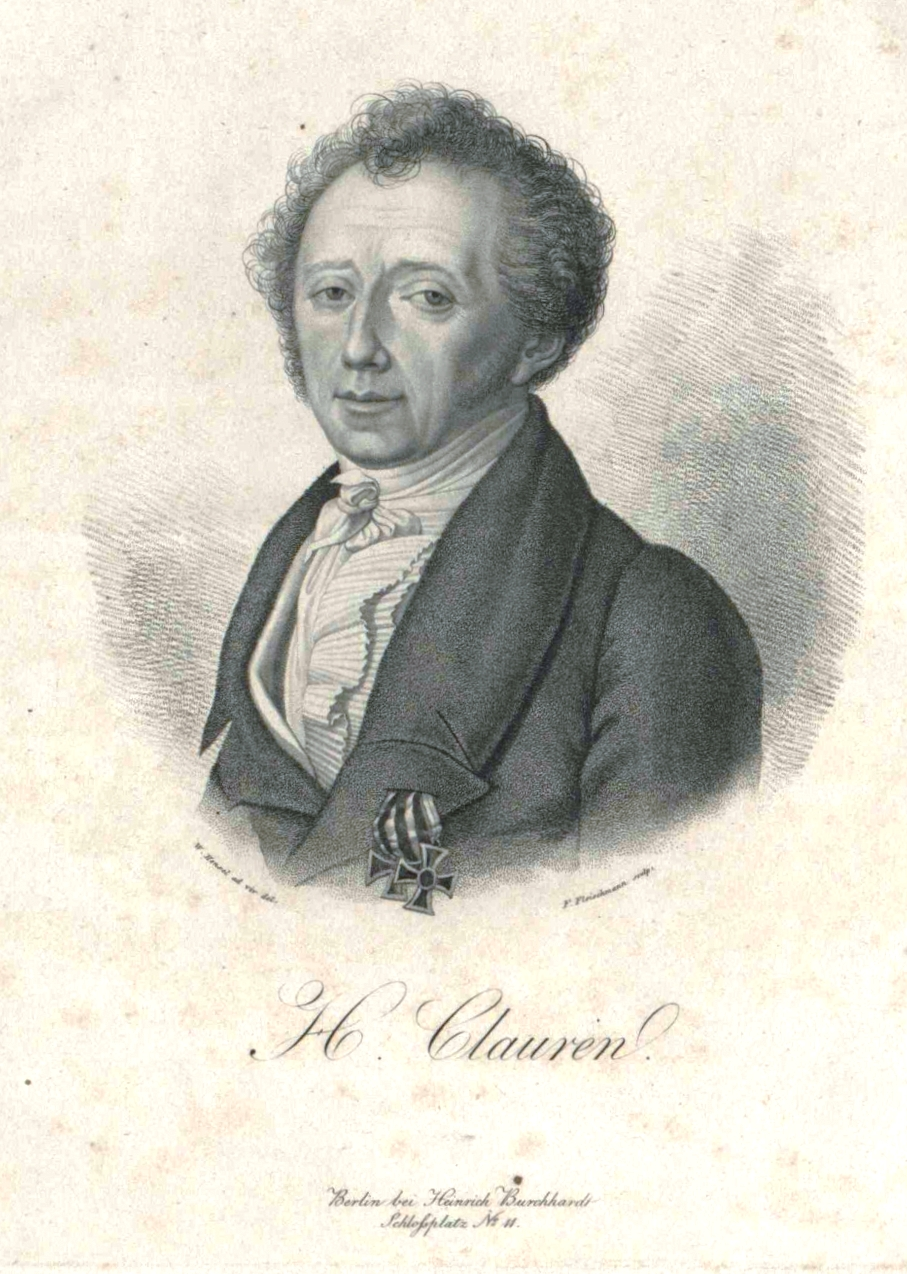
Heinrich Clauren, Lithographie von Friedrich Fleischmann nach Wilhelm Hensel

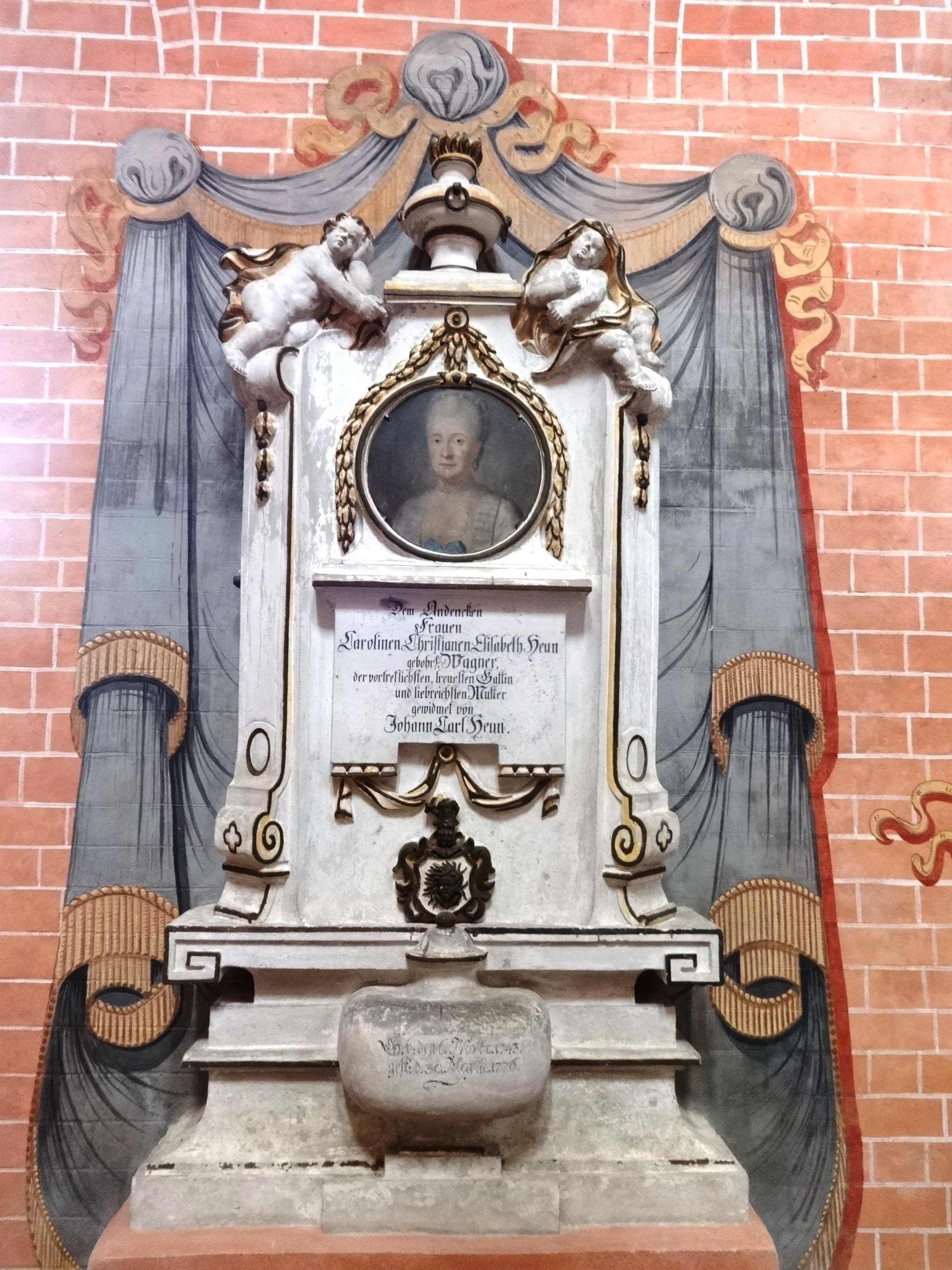
Von Clauren gewidmetes Grabmal für seine Mutter Karoline Christiane Elisabeth Heun (1743–1776) in der Klosterkirche Doberlug

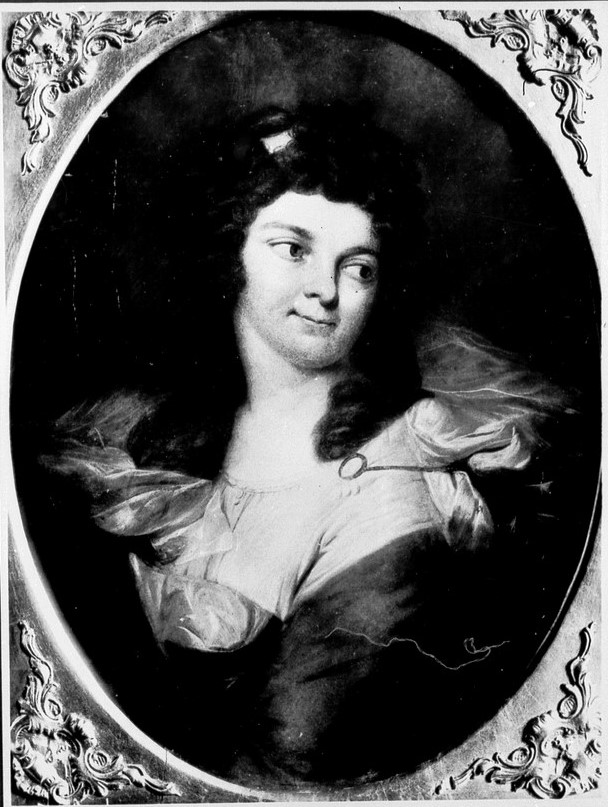
Schwester Charlotte Kanitz im Jahre 1791, Schriftstellerin

Heinrich Clauren (* 20. März 1771 in Dobrilugk (Lausitz); † 2. August 1854 in Berlin; eigentlich Johann Gottlieb Samuel Carl Heun (Kurzform meist Carl Heun, aber auch andere Varianten)) war ein deutscher Schriftsteller.

## Leben
Carl Heun war der Sohn des Amtmanns und Rittergutbesitzers Johann Carl Heun (1735–98) und seiner Ehefrau Karoline Christiane Elisabeth Heun (1743–1776). Heun widmete sich schon während des Studiums dem Schreiben. Für sein literarisches Schaffen benutzte er das Pseudonym H. Clauren, ein Anagramm für Carl Heun. Sein Studium der Rechte in Göttingen und Leipzig von 1788 bis 1790 schloss Clauren mit einer Promotion in Jura an der Universität Leipzig ab.
Im Anschluss daran nahm er in Berlin eine Stelle als Privatsekretär bei Minister Friedrich Anton von Heynitz an. 1792 wurde er Geheimsekretär in einer Abteilung des Generaldirektoriums des preußischen Staates. Einige Zeit später wurde er als Assessor zum Bergwerk- und Hüttenamt versetzt. 1800 erlangte er den Titel eines Kommissionsrats.
Heun trat schon als Student 1791 der Freimaurerloge Minerva zu den drei Palmen in Leipzig bei. 1803 wurde er Mitglied der Freimaurerloge Archimedes zum Reißbret in Altenburg, um 1805 die Loge Archimedes zum ewigen Bunde in Gera mit zu gründen, der er bis zu seinem Tod angehörte; er blieb zugleich Ehrenmitglied der Minerva.
In den Jahren 1801 bis 1810 verwaltete er die Güter des Kanonikus von Treskow in den polnischen Provinzen. Zur selben Zeit war er stiller Teilhaber eines Leipziger Buchhändlers und Mitherausgeber der Jenaer Allgemeinen Literatur-Zeitung.
1810 kehrte Clauren nach Berlin zurück, wurde Hofrat bei Karl August von Hardenberg, Redakteur der im preußischen Hauptquartier erscheinenden Feldzeitung und nahm an den Feldzügen 1813/14 im Hauptquartier teil. 1813 erschien sein Lied Der König rief und alle, alle kamen / Die Waffen muthig in der Hand, dessen Anfangszeile zum geflügelten Wort wurde. 1814 wurde er Ritter des Eisernen Kreuzes. 1815 wohnte er dem Wiener Kongress bei.
Zwischen 1815 und 1819 war er preußischer Geschäftsträger in Sachsen und übernahm 1820 den Posten des Redaktionsleiters der Allgemeinen Preußischen Staatszeitung.
Ab 1824 war er als Geheimer Hofrat beim Generalpostamt angestellt.

## Familie
1799 heiratete Clauren in Leipzig Henriette Breitkopf († 1822 in Berlin), die Tochter des Verlegers in Sankt Petersburg, Bernhard Breitkopf. Mit Henriette Clauren hatte der Schriftsteller einen Sohn.
Als Witwer heiratete Clauren 1831 in zweiter Ehe in Berlin Friederike Sophie Hambrauer († 18. April 1878 in Berlin). Mit ihr hatte er zwei Töchter. Er starb 1854 als Geheimer Hofrat mit 83 Jahren in Berlin. Die Beisetzung erfolgte auf dem Dreifaltigkeitsfriedhof I vor dem Halleschen Tor. Das Grab ist nicht erhalten.
Der Leipziger Buchhändler und Verleger Georg Joachim Göschen war mit Claurens Schwester Henriette Heun (1765–1850) verheiratet. Seine zweite Schwester Charlotte Kanitz heiratete in erster Ehe 1792 in Leipzig den evangelischen Buchhändler und Bibliographen Johann Wilhelm Immanuel Heinsius
(1768–1817).

## Erfolge als Schriftsteller
Claurens Erfolg als Schriftsteller begann mit der Erzählung Mimili (1816), einer Liebesgeschichte zwischen einem mit dem Eisernen Kreuz ausgezeichneten deutschen Offizier und einer Bergbauerntochter im Berner Oberland, die sich der seit Jean-Jacques Rousseaus Briefroman Julie oder Die neue Heloise modischen Romantisierung der Schweizer Alpenwelt und ihrer Bewohner bedient und wie die Vorlage den Kampf der Tugend gegen das Begehren beschreibt. Damit wurde er zu einem Liebling des großen Lesepublikums und zu einem Vielschreiber, der in der Folgezeit jährlich mehrere Romane und Erzählungen verfasste. Allein die von 1827 bis 1830 im Verlag von August Friedrich Macklot in Stuttgart erschienenen Schriften umfassen in 80 Bändchen rund 7.200 Seiten. Daneben schrieb Clauren auch eine ganze Reihe von Theaterstücken, namentlich Lustspiele, von denen sich einige lange im Bühnenrepertoire hielten. Es erschienen auch Übersetzungen in anderen Sprachen. Unter dem Titel The Robber’s Tower. A True Adventure (Der Räuberturm. Ein wahres Abenteuer) erschien 1828 in der bekannten britischen Literaturzeitschrift Blackwood's Edinburgh Magazine eine (sehr freie) Übersetzung der Erzählung von Claurens Das Raubschloss. Diese Version soll Edgar Allan Poe zu seiner Erzählung The Fall of the House of Usher inspiriert haben.

### Literarische Kritik
1825/1826 – Clauren war mittlerweile einer der meistgelesenen deutschen Erzähler – kam es zu einem literarischen Skandal, als Wilhelm Hauff, als persiflierenden Frontalangriff auf die zeitgenössische Trivialliteratur insgesamt, in der Manier Claurens und unter dessen Pseudonym einen Roman veröffentlichte: Der Mann im Mond oder Der Zug des Herzens ist des Schicksals Stimme. Hauff verschärfte den Angriff nochmals mit der 1827 veröffentlichten Kontroverspredigt über H. Clauren und den Mann im Monde, in der er die Absicht seiner Parodie, Clauren lächerlich zu machen, offenlegte und die Trivialität der Inhalte und des Schreibstils von Clauren bewusst polemisch analysierte.
Heinrich Heine verhöhnte Clauren im 14. Kapitel seiner Ideen. Das Buch Le Grand. Er nannte Clauren einen „Sänger der Korallenlippen, Schwanenhälse, hüpfenden Schneehügelchen, Dingelchen, Wädchen, Mimilichen, Küßchen und Assessorchen“. In einem (nicht veröffentlichten) Entwurf dieses Kapitels hatte er geschrieben: „Clauren ist jetzt in D[eutsch]land so berühmt, daß man in keinem Bordell eingelassen wird, wenn m[an] ihn nicht gelesen hat.“
Dem Erfolg des Angegriffenen beim zeitgenössischen Publikum schadete dies allerdings nicht: Bis 1834 veröffentlichte Clauren jährlich einen neuen Band seines Vergißmeinnicht; insgesamt 26 Bände. Auch seine Sammlung Scherz und Ernst erfreute sich schier ungebremster Nachfrage und wuchs schlussendlich auf 40 Bände.

## Werke
- Gustav Adolph. Eine Familiengeschichte aus zwey Jahrhunderten. Beygang, Leipzig 1891 (Digitalisat), sowie Projekt Gutenberg.
- Das Raubschloß (1812, 1818), Neudruck: jmb, Hannover 2010, ISBN 978-3-940970-88-6.
- Mimili (1816) Digitalisat.
- Rangsucht und Wahnglaube. Arnold, Dresden 1821. (Digitalisat)
- Liesli und Elsi, zwei Schweizergeschichten. Arnold, Dresden 1821.
- Der Bräutigam aus Mexiko, 1824.[13] oder Die Kartoffel in der Schaale[14]
- Meine Ausflucht in die Welt. Eine Erzählung. 2 Bände. Hilscher, Dresden 1822 (Digitalisat).
- Das Vogelschießen. Lustspiel in 5 Aufzügen. Arnold, Dresden 1822 (Digitalisat).
- Die Frauen-Insel. Arnold, Dresden 1823.
- Das Gasthaus zur goldenen Sonne. Lustspiel in vier Aufzügen. Haykul, Wien 1825 (Digitalisat).
- Das Dijon-Röschen. Haykul, Wien 1825 (Digitalisat).
- Leopoldine und Molly. 3 Bände. Arnold, Dresden 1825 (Digitalisat Theil 2).
- Der Sylvesterabend und der Doppelschuss. 2 Erzählungen. Hilscher, Dresden 1825 (Digitalisat).
- Liebe und Irrthum. Landgraf, Nordhausen 1827 (Digitalisat und Volltext im Deutschen Textarchiv).
- Der Friedhof. 2 Theile. Arnold, Dresden 1828 (Digitalisat Theil 1), (Theil 2).
- Scherz und Ernst. 10 Theile. Arnold, Dresden 1820–1828.
- Vergißmeinnicht. Taschenbuch Thomas, Leipzig 1848–1853.
- Schriften. 80 Bände, Macklot, Stuttgart 1827–1829.